# Stadsholmen
Stadsholmen – wyspa w centralnej części Sztokholmu. 
Razem z wysepkami Riddarholmen i Helgeandsholmen składa się na Gamla stan. Na Stadsholmen znajduje się Pałac Królewski.
Nazwa Gamla stan może się częściej odnosić do całej wyspy, nazwa Stadsholmen jest rzadko używana.